# 僕たちNo-No-No
『僕たちNO-NO-NO』（ぼくたちノーノーノー）は、1985年12月15日に発売されたC-C-Bの4枚目のアルバム。

## 解説
- 収録曲の半数は松本隆・筒美京平のコンビが手がけ他半数がメンバーの作品となっている。
- 本作品にて米川英之が作曲した曲を初収録。
- 「ラスト・ステップ」に収録されている女性の囁き声は山口美江。カツ丼一杯のみの報酬で快く引き受けてくれたという。
- 2015年月21日、ユニバーサルミュージックよりSHM-CDで再発売（本アルバムを含むC-C-Bのオリジナルアルバム9作品が同時リリースされた）。

## 収録曲
| #  | タイトル                   | 作詞     | 作曲     | 編曲            | 時間 |
| -- | -------------------------- | -------- | -------- | --------------- | ---- |
| 1. | 「Here Comes The C-C-B」   | 松本隆   | 筒美京平 | 大谷和夫・C-C-B | 3:25 |
| 2. | 「Lucky Chanceをもう一度」 | 松本隆   | 筒美京平 | 船山基紀・C-C-B | 4:27 |
| 3. | 「リスキー・ゲーム」       | 松本隆   | 筒美京平 | 船山基紀・C-C-B | 4:27 |
| 4. | 「ジェラシー」             | 渡辺英樹 | 渡辺英樹 | 大谷和夫・C-C-B | 4:35 |
| 5. | 「噂のカタカナ・ボーイ」   | 関口誠人 | 関口誠人 | C-C-B           | 5:05 |
| 6. | 「アニメのようなA.B.C」    | 関口誠人 | 米川英之 | 船山基紀・C-C-B | 3:54 |
| 7. | 「空想Kiss-2」             | 松本隆   | 筒美京平 | 船山基紀・C-C-B | 3:38 |
| 8. | 「ラスト・ステップ」       | 渡辺英樹 | 渡辺英樹 | 船山基紀・C-C-B | 4:06 |

### Plus版
1994年10月26日に再発されたPlus版はボーナス・トラックとして以下の曲を収録している。
| 全作詞: 松本隆、全作曲: 筒美京平。 |                                        |        |            |                 |      |
| #                                  | タイトル                               | 作詞   | 作曲・編曲 | 編曲            | 時間 |
| 9.                                 | 「Lucky Chanceをもう一度〜Single Mix」 | 松本隆 | 筒美京平   | 船山基紀、C-C-B | 3:08 |
| 10.                                | 「サーフ・ブレイク」                   | 松本隆 | 筒美京平   | 船山基紀、C-C-B | 3:27 |
| 11.                                | 「空想Kiss 」                          | 松本隆 | 筒美京平   | 大谷和夫、C-C-B | 3:52 |
| 12.                                | 「御意見無用、花吹雪」                 | 松本隆 | 筒美京平   | 船山基紀、C-C-B | 3:22 |

## 楽曲解説
1. Here Comes The C-C-B
2. Lucky Chanceをもう一度
表記されていないが『Lucky Chanceをもう一度〜Lucky Mix』のショートバージョンが収録されている。
3. リスキー・ゲーム
4. ジェラシー
5. 噂のカタカナ・ボーイ
ライブでは関口がアルト・サックスを演奏した。
6. アニメのようなA.B.C
米川が作曲した楽曲を本作品にて初収録。
7. 空想Kiss-2
元々このバージョンが最初にありシングルになる予定だったが結果的にこのバージョンの方が後から世に出ることになりタイトルに『2』がついた。
8. ラスト・ステップ
ライブでは関口がアルト・サックスを演奏した。

- 2015年に再発されたSHM-CD盤では、リマスターによりトラック2と6の頭出し位置が以前のものと異なる箇所になっている